# 九龍巴士243M線
九龍巴士243M線是香港新界一條來往青衣（美景花園）及荃灣（愉景新城）的巴士路線。而其早上特快班次243P線則由美景花園單向往荃威花園，不經青衣北而改經青衣南橋及荃灣路。

## 歷史
- 1990年11月10日：本線投入服務，來往美景花園（總站設於美景花園平台，即現時新界區專線小巴88C線的總站）及荃灣地鐵站（現稱荃灣鐵路站）。
- 1994年5月9日：本線的美景花園總站遷往細山路青衣科技學院（即青衣IVE）門外，雙層巴士班次取消循環運作。同日起新增輔助線243P，於長青巴士總站掉頭，經青衣南橋特快前往荃灣市中心。
- 1998年7月12日：本線為配合愉景新城巴士總站啟用遷往該處。
- 2015年6月27日：增設到站時間預報。[1]
- 2023年8月7日：243P線延長至荃威花園及取消星期六的服務。[2]
- 2024年11月3日：243M線往美景花園方向增停青衣路「青富商場」站。

本線開辦時以豐田Coaster 24座位小巴（AT）行駛，後來因客量增加而改以三菱MK（AM）行駛，由於單層巴士無法應付不斷上升的客量，因此後來增派雙層空調巴士。在美景花園總站搬遷前，雙層空調巴士以特別循環線形式運作，依單層巴士路線行走，但不入美景花園總站而在青康路掉頭。

## 服務時間及班次
243M
| 青衣（美景花園）開 | 青衣（美景花園）開 | 青衣（美景花園）開 | 荃灣（愉景新城）開 | 荃灣（愉景新城）開 | 荃灣（愉景新城）開 |
| 日期               | 服務時間           | 班次（分鐘）       | 日期               | 服務時間           | 班次（分鐘）       |
| ------------------ | ------------------ | ------------------ | ------------------ | ------------------ | ------------------ |
| 星期一至五         | 05:50-07:05        | 15                 | 星期一至五         | 06:30-07:30        | 15                 |
| 星期一至五         | 07:05-08:00        | 11                 | 星期一至五         | 07:30-09:30        | 20                 |
| 星期一至五         | 08:00-15:00        | 12                 | 星期一至五         | 09:30-11:00        | 15                 |
| 星期一至五         | 15:00-15:55        | 11                 | 星期一至五         | 11:00-14:24        | 12                 |
| 星期一至五         | 15:55-17:15        | 10                 | 星期一至五         | 14:24-16:14        | 10                 |
| 星期一至五         | 17:15-19:30        | 15                 | 星期一至五         | 16:14-16:59        | 9                  |
| 星期一至五         | 19:30-23:30        | 20                 | 星期一至五         | 16:59-18:05        | 11                 |
|                    |                    |                    | 星期一至五         | 18:05-21:05        | 12                 |
| 21:05-00:05        | 15                 |                    | 星期一至五         |                    |                    |
| 星期六             | 05:50-07:05        | 15                 | 星期六             | 06:30-08:50        | 20                 |
| 星期六             | 07:05-08:05        | 12                 | 星期六             | 08:50-10:05        | 15                 |
| 星期六             | 08:05-17:35        | 10                 | 星期六             | 10:05-12:05        | 12                 |
| 星期六             | 17:35-18:35        | 12                 | 星期六             | 12:05-18:35        | 10                 |
| 星期六             | 18:35-19:50        | 15                 | 星期六             | 18:35-19:59        | 12                 |
| 星期六             | 19:50-23:30        | 20                 | 星期六             | 19:59-20:59        | 15                 |
|                    |                    |                    | 星期六             | 20:59-23:25        | 12                 |
| 23:35-00:05        | 15                 |                    | 星期六             |                    |                    |
| 星期日及公眾假期   | 05:50-07:10        | 20                 | 星期日及公眾假期   | 06:30-09:30        | 20                 |
| 星期日及公眾假期   | 07:10-07:25        | 15                 | 星期日及公眾假期   | 09:30-11:15        | 15                 |
| 星期日及公眾假期   | 07:25-09:25        | 12                 | 星期日及公眾假期   | 11:15-13:15        | 12                 |
| 星期日及公眾假期   | 09:25-16:55        | 10                 | 星期日及公眾假期   | 13:15-18:35        | 10                 |
| 星期日及公眾假期   | 16:55-17:55        | 12                 | 星期日及公眾假期   | 18:35-20:59        | 12                 |
| 星期日及公眾假期   | 17:55-19:10        | 15                 | 星期日及公眾假期   | 20:59-23:05        | 14                 |
| 星期日及公眾假期   | 19:10-23:30        | 20                 | 星期日及公眾假期   | 23:05-00:05        | 15                 |

243P
- 青衣（美景花園）開：
  - 星期一至五：07:20、08:00

星期六、日及公眾假期不設服務

## 收費
243M/243P
全程：$5.8
- 過青荃橋後往青衣（美景花園）：$5.1（只適用於243M線）

| - 本線設有12歲以下小童及65歲或以上長者半價優惠。 - 65歲或以上香港居民使用「樂悠咭」，以及12歲以下合資格殘疾兒童使用「殘疾人士身份」個人八達通繳付車資，均可享有每程$2.0或半價（以較低者為準）的票價優惠；12至64歲合資格殘疾人士使用「殘疾人士身份」個人八達通（包括「樂悠咭」），以及60至64歲香港居民使用「樂悠咭」繳付車資，均可享有每程$2.0或全費（以較低者為準）的票價優惠。 - 65歲或以上長者如使用長者或一般個人八達通繳付車資，則只可享有半價優惠；12至64歲合資格殘疾人士如不使用「殘疾人士身份」個人八達通，以及60至64歲人士如不使用「樂悠咭」繳付車資，必須繳付全費。 - 乘客可以現金或八達通於上車時付款，不設找續。 - 每位成人乘客可免費攜帶最多兩名4歲以下而不佔座位的兒童乘客乘車，超額之4歲以下小童必須繳付小童車費乘車。 - 持有「九巴月票」之乘客在車票有效期內，每日可享最多10程任何九龍巴士及龍運巴士路線（包括本路線，以及聯營路線的九龍巴士／龍運巴士提供的班次；惟乘搭機場「A」及「NA」線則可享原價二七折優惠（不會計算每天10次合資格車程））；而B1線則每日可享最多各2程（不會計算每天10次合資格車程）。 - 九龍巴士、城巴、龍運巴士及陽光巴士全職員工及家屬（不包括外判職員）可免費乘搭本路線，惟必須拍職員或職員家屬八達通。 - 乘客亦可透過多元化電子支付系統（e度嘟）繳付車資，包括使用非接觸式VISA卡、JCB卡、萬事達卡、銀聯卡、美國運通、大來國際、Discover Card、Apple Pay、Google Pay、Samsung Pay、AlipayHK「易乘碼」、支付寶、WeChatHK／微信支付「搭車碼」、銀聯雲閃付「乘車碼」及BOC Pay「乘車碼」。乘客使用此付款方式，使用此支付方式的乘客可享有中途下車之分段收費，以及與其他九巴／龍運獨營路線或聯營線九巴／龍運班次之轉乘優惠，惟不適用於與非九巴／龍運路線之轉乘優惠，亦不能享有「公共交通費用補貼計劃」及「長者及合資格殘疾人士公共交通票價優惠計劃」。 |

### 八達通轉乘優惠
乘客登上本線或243P後150分鐘內以同一張八達通卡轉乘以下路線，或從以下路線登車後150分鐘內以同一張八達通卡轉乘本線，次程可獲車資折扣優惠：
243M↔元朗／天水圍路線
- 243M往愉景新城 → 68M、69M、265M、268M或269M/P往元朗／天水圍，次程車資全免
- 68M、69M、265M、268M或269M/A往荃灣／葵青 → 243M往美景花園，回贈首程車資

註：可同時享用大欖隧道轉乘優惠
243M↔荃灣西約
- 243M往愉景新城→34M往灣景花園
- 34M往荃灣站→ 243M往美景花園

243M↔290系
- 243M往愉景新城→290(A/B/X)往將軍澳
- 290(A/B/X)往荃灣西站→ 243M往美景花園

243M/243P↔沙田／大埔／北區路線
- 243M往愉景新城 → 40X、43X/P、46X/P/S、47X/A、48X/P、49X、73X、249X或278X往沙田／大埔／北區
- 40X、43X/P、46X/P/S、47X/A、48X/48P、49X、73X、249X或278X/A/P往荃灣／葵青／美孚 → 243M往美景花園

註：
1. 乘客如由40X、46X或47X/A往葵涌／美孚方向轉乘本線，須於城門隧道轉車站轉乘43X/P、48X、49X、73X或278X往荃灣才能轉乘本線往青衣方向。
2. 乘客如由本線往荃灣方向轉乘40X、46X或47X/A往沙田，須乘搭43X/P、48X或49X到城門隧道轉車站才可轉乘40X、46X或47X。

## 使用車輛
243M

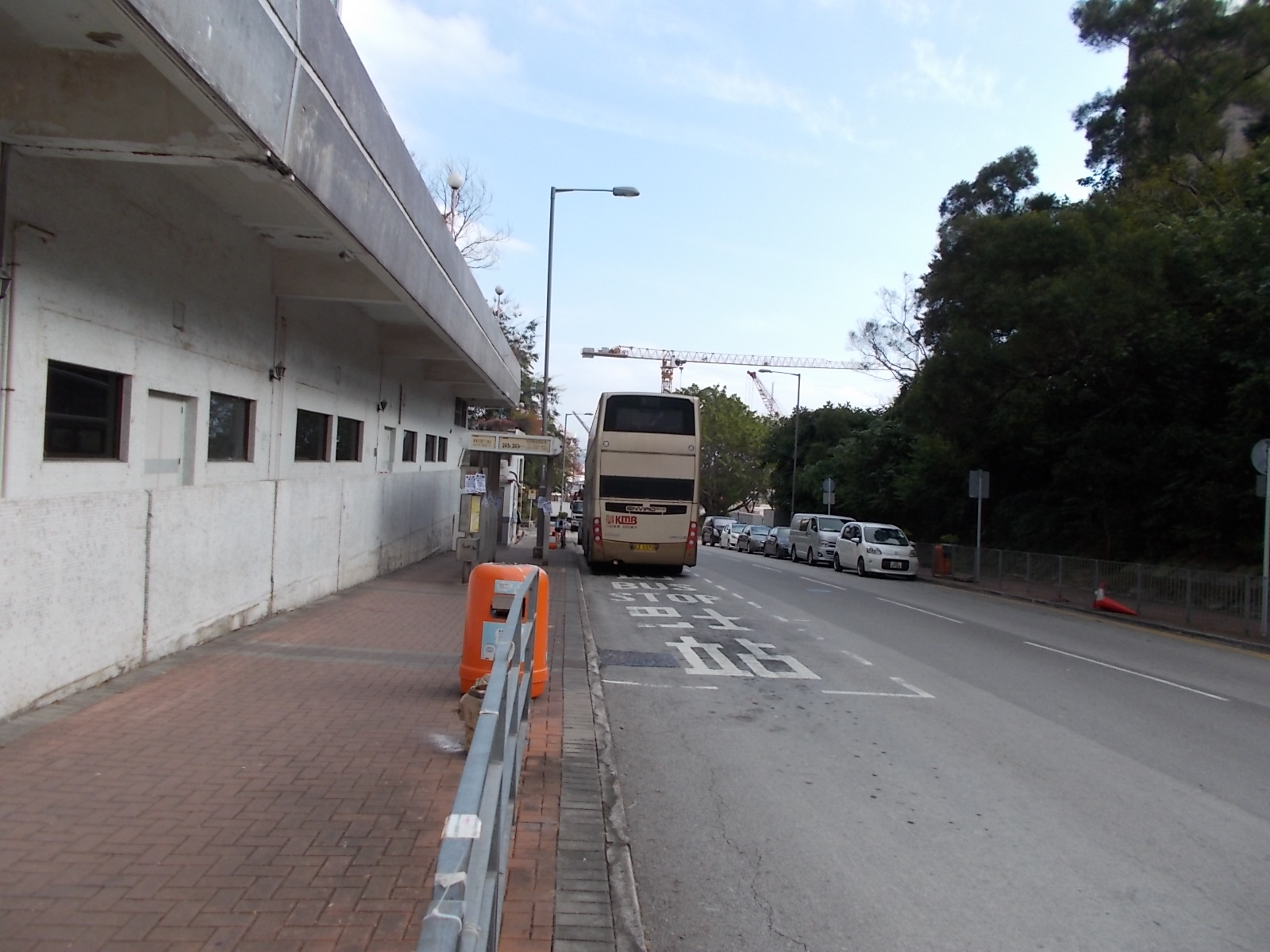
青衣美景花園巴士總站

本線使用9輛亞歷山大丹尼士Enviro 500 12米（ATENU），均屬青衣車廠。
| 車隊編號 | 車牌   |
| -------- | ------ |
| ATENU266 | SP7475 |
| ATENU374 | TC7077 |
| ATENU475 | TH7411 |
| ATENU520 | TK4050 |
| ATENU524 | TK6120 |
| ATENU557 | TL5374 |
| ATENU565 | TL7791 |
| ATENU677 | TP7803 |
| ATENU722 | TR7424 |

243P
星期一至五由243M線 (234M-01)及31B線 (31B-S02)各抽調一輛雙層巴士，通常為[[亞歷山大丹尼士Enviro 500 MMC|亞歷山大丹尼士Enviro (ATENU) 及富豪B9TL 12米 (AVBWU)。

## 行車路線
243M

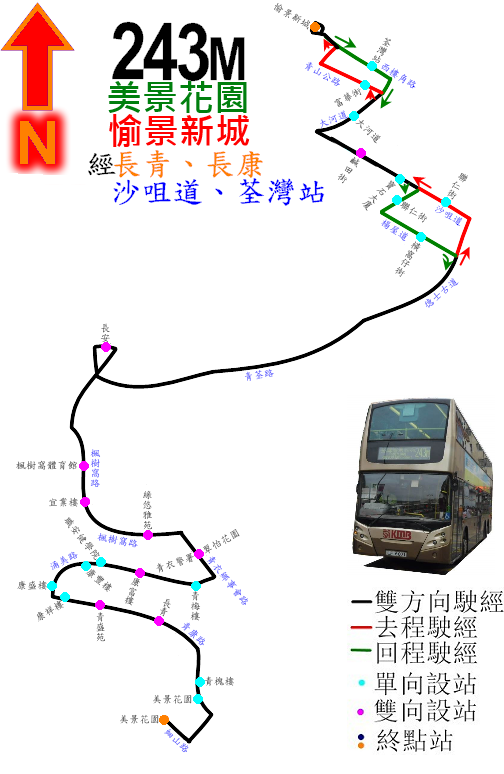
243M線的走線圖

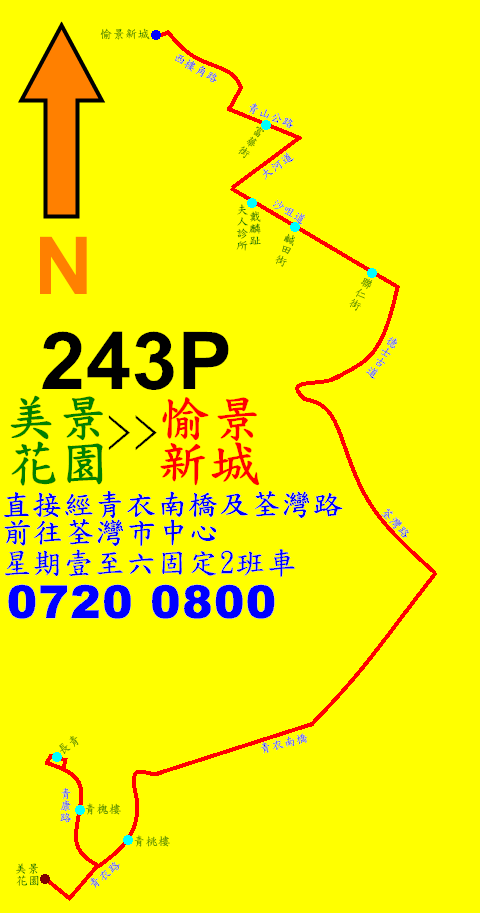
243P線的走線圖

青衣（美景花園）開經：細山路、青衣路、青康路、涌美路、青衣鄉事會路、楓樹窩路、擔桿山交匯處、青敬路、長安巴士總站、擔桿山路、擔桿山交匯處、青荃路、荃青交匯處、德士古道、沙咀道、大河道、青山公路—荃灣段、西樓角路及美環街。
愉景新城開經：美環街、西樓角路、大河道、沙咀道、聯仁街、楊屋道、德士古道、荃青交匯處、青荃路、擔桿山交匯處、青敬路、長安巴士總站、擔桿山路、擔桿山交匯處、楓樹窩路、青衣鄉事會路、涌美路、青康路、青衣路及細山路。
243P
經：細山路、青衣路、青康路、長青巴士總站、青康路、青衣路、青衣交匯處、青衣大橋、葵青路、葵青交匯處、荃灣路、荃青交匯處、德士古道、沙咀道、大河道、青山公路—荃灣段、荃景圍、安賢街及荃景圍。

### 沿線車站
243M
| 青衣（美景花園）開 | 青衣（美景花園）開 | 青衣（美景花園）開       | 荃灣（愉景新城）開 | 荃灣（愉景新城）開 | 荃灣（愉景新城）開       |
| 序號               | 車站名稱           | 位置                     | 序號               | 車站名稱           | 位置                     |
| ------------------ | ------------------ | ------------------------ | ------------------ | ------------------ | ------------------------ |
| 1                  | 美景花園巴士總站   | 美景花園巴士總站         | 1                  | 愉景新城巴士總站   | 荃灣（愉景新城）巴士總站 |
| 2                  | 美景花園           | 青康路                   | 2                  | 荃灣站             | 西樓角路                 |
| ^                  | 長青巴士總站       | 長青巴士總站             | 3                  | 大河道             | 大河道                   |
| ^                  | 長青邨青槐樓       | 青康路                   | 4                  | 鹹田街             | 沙咀道                   |
| ^                  | 長青邨青桃樓       | 青衣路                   | 5                  | 橫窩仔街           | 楊屋道                   |
| 3*                 | 長青邨             | 青康路                   | 6                  | 青衣轉車站-長安    | 長安巴士總站             |
| 4*                 | 青盛苑             | 青康路                   | 7                  | 楓樹窩體育館       | 楓樹窩路                 |
| 5*                 | 長康邨康順樓       | 涌美路                   | 8                  | 青衣邨宜業樓       | 楓樹窩路                 |
| 6*                 | 職安健學院         | 涌美路                   | 9                  | 綠悠雅苑           | 楓樹窩路                 |
| 7*                 | 長康邨康富樓       | 涌美路                   | 10                 | 翠怡花園           | 青衣鄉事會路             |
| 8*                 | 青衣警署           | 青衣鄉事會路             | 11                 | 長青邨青梅樓       | 涌美路                   |
| 9*                 | 綠悠雅苑           | 楓樹窩路                 | 12                 | 長康邨康富樓       | 涌美路                   |
| 10*                | 青衣邨宜業樓       | 楓樹窩路                 | 13                 | 長康邨康盛樓       | 涌美路                   |
| 11*                | 楓樹窩體育館       | 楓樹窩路                 | 14                 | 長康邨康豐樓       | 涌美路                   |
| 12*                | 青衣轉車站-長安    | 長安巴士總站             | 15                 | 長康邨康祥樓       | 青康路                   |
| 13                 | 尚翠苑             | 沙咀道                   | 16                 | 青盛苑             | 青康路                   |
| 14                 | 鹹田街             | 沙咀道                   | 17                 | 長青巴士總站       | 青康路                   |
| 15                 | 戴麟趾夫人診所     | 沙咀道                   | 18                 | 長青邨青槐樓       | 青康路                   |
| 16                 | 富華街             | 青山公路－荃灣段         | 19                 | 美景花園巴士總站   | 美景花園巴士總站         |
| ^                  | 福來邨永康樓       | 青山公路－荃灣段         |                    |                    |                          |
| 17*                | 愉景新城巴士總站   | 荃灣（愉景新城）巴士總站 |                    |                    |                          |
| ^                  | 美環街             | 荃景圍                   |                    |                    |                          |
| ^                  | 荃景花園           | 荃景圍                   |                    |                    |                          |
| ^                  | 荃灣中心           | 荃景圍                   |                    |                    |                          |
| ^                  | 聖母領報堂         | 安賢街                   |                    |                    |                          |
| ^                  | 荃灣港安醫院       | 荃景圍                   |                    |                    |                          |
| ^                  | 荃威花園巴士總站   |                          |                    |                    |                          |

243P線不停有 * 號之車站，改停有^號之車站。

## 客量
本線是其中一條青衣區來往荃灣市中心的路線，除了上下班繁忙時間外，非繁忙時間亦有不少乘客到荃灣購物，另外還有不少就讀青衣IVE的學生都乘搭本線上下課，雖然青衣IVE曾開辦過來往青衣IVE至荃灣站（位於西樓角路，荃灣站E出口對面）的校巴服務，但因為來往荃灣的校巴班次非常疏落，而且服務時間亦非常有限，所以對本線的影響不大（最後校巴公司於2007年9月開始不再提供來往荃灣的校巴服務，改為來往大圍站），因此客量在任何時間都相當不俗。
青衣島一向以來空調服務不多，居民一般喜歡乘搭空調巴士，由於本線開辦已是全空調服務，不少乘客願意付出更多車費及刻意等候本線，不過自2004年10月2日起，43、43B增派空調服務及41M、42M及49X改為全空調服務後，青衣島居民有更多空調路線可選擇，而且本線空調巴士車費稍高，因而導致客量有所下跌；但優勢是服務範圍較43、43B廣泛，及於2001年12月16日起243M線與城隧巴士路線提供八達通轉乘優惠，使居民更方便往來新界東北區。
另本線由開辦至今使用高地台巴士，至2010年5月23日起，本線換入2輛低地台巴士全日行走，以提升服務質素。